# Balearosaure
El balearosaure (Balearosaurus bombardensis Matamales-Andreu, Roig-Munar, Oms, Galobart et Fortuny, 2021), és una espècie d'eurèptil captorrínid moradisaurí del Permià de Menorca (Illes Balears, Mediterrània occidental). Es coneix per un bocí de maxil·lar que conserva parcialment tres fileres de dents, les quals presenten una característica ornamentació formada per petits solcs longitudinals. A més a més, s'ha identificat un altre possible exemplar que consisteix en un fragment distal de dentari, una vèrtebra dorsal, una vèrtebra caudal, un possible arc hemal, un ílium, un pubis i un fragment de tíbia. Els dos exemplars dels quals se n'han trobades restes eren de mida molt grossa, essent dels captorrínids més grossos coneguts.

## Paleoecologia i edat
Els fòssils de Balearosaurus bombardensis s'han trobat a ambients fluvials i de planera d'inundació. Concretament, la unitat P3 del Permià de Menorca s'ha interpretada com els dipòsits d'una planera al·luvial solcada per rius meandriformes, i esporàdicament episodis de més alta energia, com riuades. És possible que aquests animals visquessin vora els rius, en un context climàtic generalment semiàrid. Els moradisaurins s'han interpretat com a grans herbívors, i a Menorca, durant el Permià, la majoria de la vegetació es concentrava als marges dels rius per mor de la gran aridesa del clima.
La datació dels fòssils de Balearosaurus bombardensis és poc clara dins el Permià. La part superior de la unitat P3 s'ha datada dins el Permià superior, però els fòssils d'aquesta espècie provenen de la part inferior i mitjana d'aquesta unitat. Per això, és possible que Balearosaurus bombardensis visqués a Menorca durant el Permià superior o el Permià mitjà.